# Obertrubach
Obertrubach er en kommune i Landkreis Forchheim i Regierungsbezirk Oberfranken i den tyske delstat Bayern.

## Geografi
Kommunen ligger i Naturpark Fränkische Schweiz-Veldensteiner Forst og som mange andre byer i Fränkische Schweiz har turismen stor betydning (880 gæstesenge). I Obertrubach har floden Trubach sit udspring.
Nabokommuner er (med uret fra nord): Gößweinstein, Pottenstein, Betzenstein, Hiltpoltstein, Gräfenberg, Egloffstein

### Landsbyer og bebyggelser
| - Bärnfels (ca. 400 indbyggere , ligger 490 moh.) - Dörfles - Galgenberg - Geschwand - Hackermühle - Haselstauden - Herzogwind - Hundsdorf - Linden - Neudorf | - Obertrubach (ca. 620 indbyggere , ligger 450 moh.) - Reichelsmühle - Schlöttermühle - Sorg - Untertrubach - Wolfsberg - Ziegelmühle |